# Бозанга, Симон
Симон-Нарсис Бозанга (фр. Simon Narcisse Bozanga; 26 декабря 1942, Бангасу, Убанги-Шари, Французская Экваториальная Африка — 7 июля 2010, Амьен, Франция) — государственный деятель Центральноафриканской Республики, премьер-министр ЦАР с 4 апреля 1981 до 1 сентября 1981 года. Юрист, дипломат.

## Биография
Получил образование в Бамбари и Руане (Франция). Изучал право в Университете Нанси, Парижском университете и Институте международного государственного управления.
Позже работал в Министерстве иностранных дел Центральноафриканской Республики. С 1978 по 1979 год посол ЦАР в Габоне. С 1980 по 1981 год занимал пост министра юстиции.
После переворота 26 сентября 1979 года президент Давид Дако назначил его 4 апреля 1981 года на пост премьер-министра ЦАР вместо Жана-Пьера Лебудера. За время его короткого пребывания в должности главы правительства, столкнулся с забастовками и серьёзными социальными и политическими беспорядками в стране. 26 июля 1981 года было введено чрезвычайное положение в ЦАР.
Ушёл в отставку после свержения президента Давида Дако в результате госпереворота, возглавляемого генералом Андре Колингба.
В 1990-х годах работал к Верховном суде ЦАР, сначала в качестве председателя Судебной палаты, а затем в качестве консультанта. Был председателем Государственного совета.
Из-за проблем со здоровьем выехал во Францию. Умер 7 июля 2010 года после продолжительной болезни в Амьене, Франция.